# Crypsityla
Crypsityla là một chi bướm đêm thuộc họ Geometridae.

## Các loài
- Crypsityla bimaculata
- Crypsityla confusaria
- Crypsityla mantaria
- Crypsityla melanthes
- Crypsityla micacealata
- Crypsityla quinquelineata